# Gary Goodyear
Pour les articles homonymes, voir Goodyear.
Gary Goodyear (né le 10 mars 1958 à Cambridge, Ontario) est un homme politique canadien

## Biographie
Il est actuellement député à la Chambre des communes du Canada, représentant la circonscription ontarienne de Cambridge depuis 2004 sous la bannière du Parti conservateur du Canada. Le 30 octobre 2008, il a été nommé ministre d'État (Sciences et Technologie) au sein du cabinet du premier ministre canadien Stephen Harper. Sa crédibilité en tant que ministre d'État aux Sciences et à la Technologie a été mise en cause par l'Association des communicateurs scientifiques pour les hésitations qu'il a eues à reconnaître la validité de la théorie de l'évolution face à l'idéologie créationniste. Sous sa gouverne, le budget 2009 des trois organismes fédéraux subventionnant la recherche dans les universités canadiennes a été amputé de 147.9 millions $. M. Goodyear a aussi été vivement critiqué en juin 2009 par le milieu universitaire canadien après être intervenu, pour des raisons partisanes, auprès du CRSH afin d'influencer une décision de financement.